# ATB Eenvoudig
ATB E (Automatische Trein Beïnvloeding Eenvoudig) is een vereenvoudigde treinzijdige uitvoering van het treinbeïnvloedingssysteem ATB EG. Volgens de Nederlandse Spoorwegwetgeving dient al het spoorwegmaterieel dat van de hoofdbaan gebruikmaakt voorzien te zijn van een ATB-systeem. Tot 2009 konden voertuigen die hier niet over beschikten een ontheffing krijgen van het Ministerie van Verkeer en Waterstaat.
ATB E wordt toegepast bij materieel van spoorwegaannemers, buitenlandse locomotieven en museumbedrijven die toestemming hebben om over de hoofdbaan te rijden.

## Werking
Bij het reguliere ATB-systeem krijgt de machinist voor het ingrijpen eerst een waarschuwing, waarna de machinist nog een bepaalde tijd heeft om te reageren. Reageert deze op tijd, dan volgt er geen ingreep. Bij ATB E grijpt het systeem onmiddellijk in, door te beginnen met een beperkte remming, de zogenaamde bedrijfsremming. Hierdoor wordt de tractie niet geblokkeerd om te voorkomen dat wielen blokkeren en beschadigen. Net als bij de reguliere ATB hoort de machinist eerst een gong als er een sein is gepasseerd dat een snelheidsvermindering oplegt. Grijpt de machinist niet binnen twee seconden in, dan volgt alsnog een noodremming, waarna het ATB E systeem met een knop eerst gereset dient te worden voordat er weer verder gereden kan worden.

## Uitwisselbaar
Het ATB E treinsysteem is niet zoals bij de reguliere ATB gebonden aan één vast tractievoertuig. De centrale eenheid bevindt zich in een koffer, die geplaatst dient te worden in het voor ATB E voorbereide voertuig. De enige onderdelen die vast gemonteerd dienen te worden op en in het tractievoertuig zijn de opnamespoelen, bekabeling, ATB remklep en de aansluitstekers. Op deze manier kan een spoorwegaannemer of museumbedrijf snel en eenvoudig tractievoertuigen voorzien van treinbeïnvloeding. Voordeel hierbij is dat bij eventuele toelatingsritten van nieuwe locomotieven van buitenlandse fabrikanten, geen separate ATB-locomotief meer ingezet hoeft te worden. Door ATB E toe te passen kunnen de betreffende tractievoertuigen zelfstandig rijden over het hoofdspoornet.

## ATB op stoomlocomotieven
ATB E is mede ontwikkeld in samenwerking met de Stoom Stichting Nederland (SSN) en de Veluwsche Stoomtrein Maatschappij (VSM), omdat een stoomlocomotief een andere manier van remmen heeft dan een elektrische locomotief, en het systeem ook geschikt moest worden gemaakt voor gebruik op historische tractievoertuigen die gebruikmaken van het hoofdspoornet.